# Ehretia siamensis
Ehretia siamensis är en strävbladig växtart som beskrevs av Johannes Elias Teijsmann, Amp; Binn., Gagnep. och Courchet. Ehretia siamensis ingår i släktet Ehretia och familjen strävbladiga växter. Inga underarter finns listade i Catalogue of Life.